# Ghostdancing
Ghostdancing è un singolo del gruppo musicale britannico Simple Minds, pubblicato nel 1986 dalla EMI come quarto e ultimo estratto dall'album Once Upon a Time.
Secondo il sito della band, la prima esibizione dal vivo della canzone fu presso il John F. Kennedy Stadium come parte della performance al Live Aid. Il brano raggiunse il nº 13 della classifica britannica.

## Tracce
Testi e musiche dei Simple Minds.

### 7"
Lato A
1. Ghostdancing - 4:45

Lato B
1. Jungleland Instrumental° - 6:07

### 12"
Lato A
1. Ghostdancing A Special Extended 12" Remix° - 6:57
2. Ghostdancing Instrumental° - 4:51

Lato B
1. Jungleland A Special Extended 12" Remix° - 6:58
2. Jungleland Instrumental° - 6:07

### CD
1. Ghostdancing A Special Extended 12" Remix° - 6:56
2. Ghostdancing Instrumental° - 4:48
3. Jungleland A Special Extended 12" Remix° - 6:58
4. Jungleland Instrumental° - 6:04

° Remixati da Zeus B. Held.

## Classifiche
| Classifica (1986) | Posizione massima |
| ----------------- | ----------------- |
| Australia         | 72                |
| Belgio (Fiandre)  | 11                |
| Irlanda           | 3                 |
| Italia            | 46                |
| Paesi Bassi       | 18                |
| Regno Unito       | 13                |